# 夢時計
『夢時計』（ゆめどけい）は、上原きみこによる日本の漫画作品。『ちゃお』（小学館）にて1982年7月号から1984年2月号まで連載された。

## 概要
『ちゃお』では『舞子の詩』、『あいつの四季』についで3作目の連載作品。作者には乗馬やフィギュアスケートなどのスポーツを題材にした作品も多いが、この作品は漫画家を母に持つ少女と人気バンドのボーカルの少年との関係を描いた恋愛漫画である。
後に、小学館の小学四年生にて『夢どけい』(1992年4月号-1993年3月号)という作品も発表したが、全く内容の異なる作品であり関連性はなく、登場人物の年齢も若くなっている。
単行本はフラワーコミックス（小学館）から全4巻が刊行された。2008年9月現在では既に絶版となっており、復刊もされていない。

## あらすじ
主人公の生島夢摘は、とあるきっかけで蘭月大丸という少年にファースト・キスを奪われてしまう。大丸は「呪帝夢」（ジュテーム）というバンドのボーカルとして活躍。夢摘はファースト・キスを奪った彼を憎みながらも、しだいに好きになっていく。
その後、彼は記憶喪失になってしまい夢摘のこともわからなくなってしまうが、記憶は戻り、ふたたび彼女のことも思い出す。彼は芸能界にデビューし、ファーストコンサートで、彼女のことを正式に恋人だと紹介する。ふたりはスキャンダルなど様々な苦難を乗り越え、夢摘が彼に「好きです」と告白。結ばれることになった。

## 登場人物
生島夢摘（いくしま むつみ）
主人公で16歳。母は漫画家。ファースト・キスを奪った大丸を憎み、反発していたが、最後は自分の気持ちに正直になり、告白する。
蘭月大丸（らんづき だいまる）
バンドのボーカルとして活躍。一時記憶喪失になる。その後芸能界デビューし、人気になるが、スキャンダルにも巻き込まれた。
生島春香（いくしま はるか）
夢摘の母で漫画家。隣に住んでいた大五郎と結婚する。

## 書誌情報
- 上原きみこ『夢時計』小学館〈フラワーコミックス 〉全4巻

1. 1982年12月18日発売[1]、ISBN 4-09-131111-3
2. 1983年5月25日発売[2]、ISBN 4-09-131112-1
3. 1983年11月26日発売[3]、ISBN 4-09-131113-X
4. 1984年4月26日発売[4]、ISBN 4-09-131114-8